# دنیاگیری ۲۰۰۹ آنفلوانزای خوکی

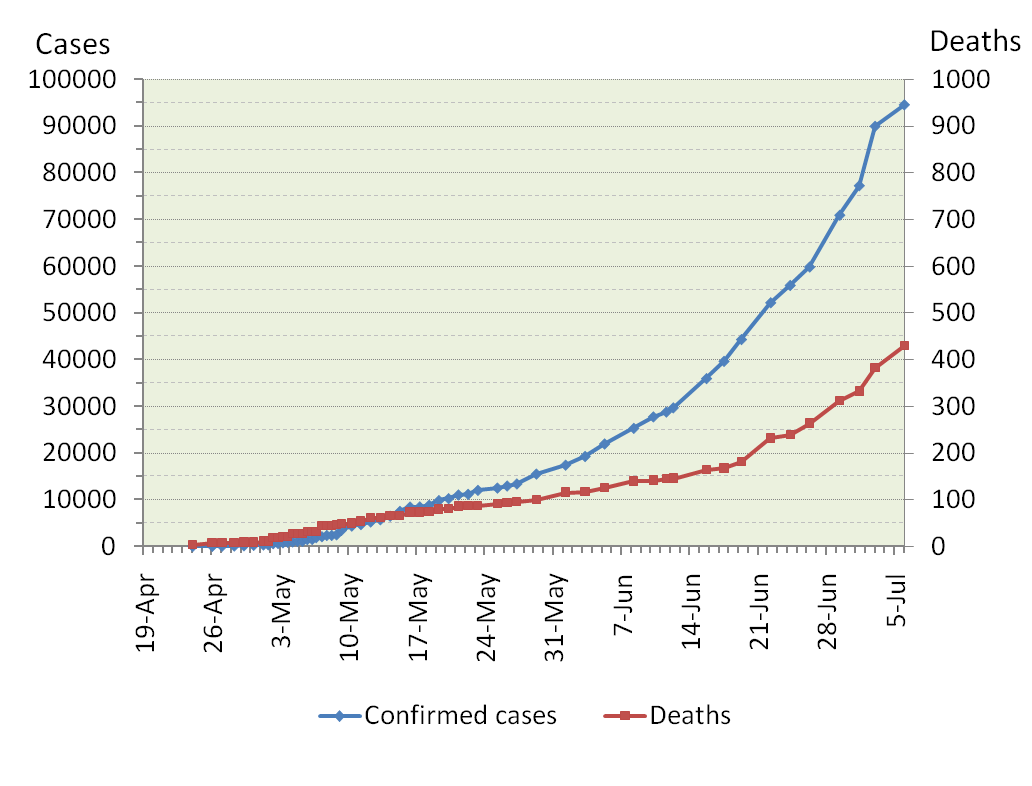

دنیاگیری آنفلوانزای خوکی( به انگلیسی:The spread of swine flu) دنیاگیری‌ای است که در آوریل سال ۱۳۸۸ (۲۰۰۹ میلادی) با ظهور سویهٔ جدیدی از ویروس آنفلوانزای خوکی آغاز شد. این اپیدمی ابتدا در مکزیک آغاز گشت ولی پس از آن در مناطق مختلف جهان گسترش یافت. سازمان‌های بین‌المللی بهداشت با اعلام مرحله ۵ وضعیت هشدار اعلام کردند که شیوع جهانی آنفلوانزای خوکی امری حتمی خواهد بود. این نخستین بار بود که سازمان بهداشت جهانی وضعیت هشدار خود را به مرحله ۵ ارتقا می‌داد که یک مرحله مانده تا وضعیت قرمز است و نشان دهنده اینکه اپیدمی جهانی این بیماری حتمی است. ولی با این وجود سازمان بهداشت جهانی اعلام کرده‌ بود که کشورها بهتر از هر زمانی از تاریخ در مقابل شیوع بیماری آماده شدند.

## مکزیک
مقامات بهداشت مکزیک تعداد قربانیان آنفلوانزای خوکی در این کشور را تصحیح کردند. بنا به گفته مقامات مکزیکی در مجموع ۲۶ نفر به عنوان مبتلا به ویروس آنفلوانزای خوکی ثبت شده‌اند، که در این میان هفت نفر جان خود را از دست داده‌اند. آزمایش‌ها در مورد ۱۳ مرگ مشکوک بیماران، هنوز به پایان نرسیده‌است.

## ایالت متحده آمریکا
در ایالت متحده آمریکا، به‌طور رسمی تاکنون ۶۶ مورد ابتلا به آنفلوانزای خوکی تایید شده‌است. بنا به گفته مقامات دولتی در نیویورک، بیم آن می‌رود، که بیش از چند صد دانش‌آموز، مبتلا به آنفلوانزای خوکی شده باشند. دانش‌آموزان همه از مدرسه‌ای خصوصی در منطقه "کویینز" در نیویورک هستند. اوباما، رییس‌جمهور آمریکا، از کنگره این کشور خواست که بودجه‌ای بالغ بر یک ونیم میلیارد دلار برای مقابله با این بیماری را تصویب کند.

## ایران
تا مهرماه ۱۳۸۸، ابتلای ۴۴۱ نفر به این بیماری در ایران توسط وزارت بهداشت تأیید شده است.
پس از شیوع مجدد این بیماری در سال ۱۳۹۴ در ایران، در ۲۱ آذر ۹۴ وزیر بهداشت گفت: براساس آخرین آمارها ۴۶ نفر بر اثر بیماری آنفلوانزای H1N1 در کشور جان خود را از دست داده‌اند.